# Adéu, nena, adéu
Adéu, nena, adéu (títol original en anglès: Gone Baby Gone) és una pel·lícula estatunidenca del 2007, que es va doblar al català. Es tracta de la primera pel·lícula dirigida per Ben Affleck i protagonitzada pel seu germà Casey Affleck, amb l'actuació de Michelle Monaghan, Morgan Freeman i Ed Harris. Està basada en la novel·la homònima de Dennis Lehane, autor també de Mystic River, en què es basà la pel·lícula homònima.

## Argument
La parella de detectius privats Patrick Kenzie (Casey Affleck) i Angela "Angie" Gennaro (Michelle Monaghan) busquen Amanda, una nena de quatre anys desapareguda al barri de Dorchester, a la ciutat estatunidenca de Boston.

## Repartiment
| Intèrpret                | Personatge              | Veu en català         |
| ------------------------ | ----------------------- | --------------------- |
| Casey Affleck            | Patrick Kenzie          | Albert Trifol Segarra |
| Michelle Monaghan        | Angie Gennaro           | Carme Calvell         |
| Morgan Freeman           | Capità Jack Doyle       | desconegut            |
| Ed Harris                | Inspector Remy Bressant | Joan Carles Gustems   |
| John Ashton              | Inspector Nick Poole    | Alfonso Vallés        |
| Amy Ryan                 | Helene Mccready         | desconegut            |
| Amy Madigan              | Bea Mccready            | Glòria Gonzàlez       |
| Titus Welliver           | Lionel Mccready         | Santi Lorenz          |
| Michael Kenneth Williams | Devid                   | Mark Ullod            |
| Slaine                   | Bubba Rugowski          | Eduard Itchart        |
| Mark Margolis            | Leon Trett              | Domènec Farell        |
| Trudi Goodman            | Roberta Trett           | Rosa Guillén          |
| Brian Scannell           | Lenny                   | Josep Maria Mas       |
| William Lee              | Gran Dave               | Domènec Farell        |

## Nominacions
- Nominació a l'Oscar a la millor actriu secundària per Amy Ryan (2008)
- Nominació al Globus d'Or a la millor actriu secundària per Amy Ryan (2008)